# 猪木正道
猪木 正道（いのき まさみち、1914年（大正3年）11月5日 - 2012年（平成24年）11月5日）は、日本の政治学者。京都大学名誉教授。第3代防衛大学校校長、財団法人平和・安全保障研究所顧問を歴任。「日本政治学界の大御所的存在で、安全保障問題の論客」として知られた。専門は、政治思想。学位は、法学博士（京都大学・1962年）。

## 経歴
出生から修学期
1914年、京都府京都市で生まれた。6歳から16歳までを三重県上野（現在の伊賀市）で過ごした。1931年に旧制三重県立上野中学校を卒業し、旧制第三高等学校文科乙類に進学。1934年に同校を卒業。
東京帝国大学経済学部に進学し、在学中は河合栄治郎の演習に参加。自由主義と社会主義の双方に立脚した自らの思想を育んでいった。1937年3月、東京帝国大学経済学部を卒業。
大学卒業後
1937年4月、三菱信託に入社。
太平洋戦争後
1946年、旧制成蹊高等学校教授に就いた。同校は1949年4月より新制成蹊大学となり、猪木は1949年8月に同校を退職した。同年9月より京都大学法学部助教授となり、同年10月に同法学部教授に昇格。1962年、学位論文『独裁の政治思想』を京都大学に提出して法学博士号を取得。1970年7月に京都大学を退官し、1971年4月より同大学名誉教授となった。
防衛大学校時代以降
1970年8月より防衛大学校に赴任し、第3代防衛大学校長に就いた。1978年7月、平和・安全保障研究所を興し、初代理事長を務めた(～1996年)。1982年4月に防衛大学校を退官。その後は青山学院大学国際政治経済学部教授として教鞭を執った。1990年3月、同大学を退職。
2012年11月5日午前5時46分、老衰のため死去。98歳没。生没同日であった。

## 受賞・栄典
- 1981年（昭和56年）：紫綬褒章
- 1986年（昭和61年）：勲一等瑞宝章
- 2001年（平成13年）：文化功労者

## 研究内容ならびに業績
言論活動
『産経新聞』のオピニオン面に長期掲載されているコラム「正論」の第1回（1973年（昭和48年）6月25日付）を執筆した。題名は「悪玉論に頼る急進主義」。
民社党支持の論客としても長く活動したが、大平正芳政権時に設置された「総合安全保障研究グループ」ではその座長を務め、1982年には新設された自民党のシンクタンク総合政策研究所の運営委員に就任した。
1996年1月15日付の産経新聞「正論」欄に「米国と日本とでは、対中関係の歴史に大きな差が存するから、たとえ米国が台湾の総統や副総統に査証を出したとしても、日本は真似るべきではない」と書き、台湾独立運動に携わってきた金美齢が自由民主党の機関誌『月刊自由民主』の「論壇」2002年12月号でその発言を紹介・批判している。

### 思想と立場
人格主義的理想主義から共産主義と軍部の政治関与のいずれをも批判する態度に共鳴し、戦後日本の平和主義に潜む危険性に警鐘を鳴らしていた。特に、旧ソ連で非人間的な独裁制に至ったマルクス主義の理論的欠陥を訴えるなど、社会主義への理解のある政治思想家の中では反共色の強い存在でもあった。
評価
- ただし、中川八洋は「猪木は隠れソビエトシンパだった」と批判している。1982年の中川の批判に対して名誉毀損で提訴を起こしたが、猪木側から和解を申し入れ、決着した[7]。
- 福田恆存は、『正論』の黒幕S氏から睨まれて『正論』から原稿依頼がなくなったと書いていたが、弟子の松原正は、S氏は猪木だと書き[8]、空想的平和主義者として猪木を批判している[9]。

指導した学生に高坂正堯・木村汎・矢野暢・西原正・大島渚・五百旗頭眞がいる。

## 逸話
作曲家のすぎやまこういちは成蹊高等学校 (旧制)で猪木に教わり、猪木のおかげで真っ当な歴史観（歴史改竄主義ともいえる）を持てたと述懐している。

## 家族・親族
- 息子：猪木武徳は経済学者。

## 著書

### 単著
- 『ロシア革命史：社会思想史的研究』白日書房 1948
  - 再版 世界思想社 1951
  - 新版 世界思想社 1967
  - 文庫化 中公文庫 1994
  - 文庫化 角川ソフィア文庫 2020[11]
- 『共産主義の系譜』みすず書房 1949
  - 文庫化 角川文庫 1953
  - 新訂版 角川文庫 1970
  - 増訂版 角川文庫 1984
  - 文庫化 角川ソフィア文庫 2018[12]
- 『戦う社会民主主義：共産主義との対決』実業教科書 1949
- 『ドイツ共産党史：西欧共産主義の運命』弘文堂 1950
- 『スターリン』社会思想研究会出版部 1951
- 『三つの共産主義：レーニン・トロツキー・スターリン』養徳社 1951
- 『ロシヤ史入門』創文社 1952
- 『戦争と革命』雲井書店 1952
- 『政治変動論』世界思想社 1953
- 『日本の方向：反動に抗して』創文社 1953
- 『人間尊重のために：西欧に学ぶもの』河出書房(河出新書) 1955
- 『国際政治の展開』有信堂 1956
- 『政治学新講』有信堂 1956
  - 新訂版 有信堂 1959
  - 増訂版 有信堂 1969
- 『民主的社会主義のために』有信堂 1958
- 『民主的社会主義』中央公論社 1960
- 『議会政治を守るために』有信堂 1961
- 『独裁の政治思想』創文社 1961
  - 増訂版 創文社 1984
  - 三訂版 創文社 2002
  - 文庫化 角川ソフィア文庫 2019[13]
- 『政治学ノート』有信堂 1962-1965

1. 『政治学ノート 第1』1962
2. 『政治学ノート 第2』1965

- 『社会思想入門』有紀書房 1962
- 『独裁者』筑摩書房 1963
- 『激動する世界と日本』有信堂 1965
- 『随想 世界と日本』有信堂 1965
- 『政治をみる眼』世界思想社 1968
- 『歴史の転換点』文藝春秋 1968
- 『国際政治をみる眼』世界思想社 1968
- 『冷戦と共存』(大世界史 25) 文藝春秋 1969
- 『国を守る：熱核時代の日本防衛論』実業之日本社 1972
- 『現代政治の虚像と実像』世界思想社 1974
- 『七つの決断：現代史に学ぶ』実業之日本社 1975
  - 改題選書化『日本の運命を変えた七つの決断』文藝春秋(文春学藝ライブラリー） 2015
- 『安全を考える』朝雲新聞社 1977
- 『評伝 吉田茂』(全3冊)[14]読売新聞社 1978-1981
  - 文庫化 ちくま学芸文庫（全4巻） 1995
- 『軍事大国への幻想：真に国を守るには』東洋経済新報社 1981
- 『吉田茂』(日本宰相列伝 18) 時事通信社 1986
- 『天皇陛下』TBSブリタニカ 1986
- 『歴史の黒白：これだけははっきり言っておく』（文藝春秋、文春ネスコ） 1990
- 『政治の文法：日本・アメリカ・ソ連』世界思想社 1991
- 『軍国日本の興亡 - 日清戦争から日中戦争へ』中央公論社(中公新書) 1995
  - 文庫化 中公文庫 2021[15]
- 『私の20世紀：猪木正道回顧録』世界思想社 2000

### 著作集
- 「猪木正道著作集」高坂正堯編、力富書房 1985 / ブレーン出版 1991

1. 『共産主義の系譜』（解説：木村汎）
2. 『独裁の研究』（解説：渡辺一）
3. 『冷戦と共存』（解説：佐瀬昌盛）
4. 『歴史・人物・決断』（解説：矢野暢）
5. 『国を守る』（解説：西原正）

### 共編著
- 『スターリン・毛沢東・ネール』竹内好・蝋山芳郎、要書房 1951
- 『ソ連邦』共編、毎日新聞社 1954
- 『現代史事典』分担執筆、創文社 1955
- 『日本の二大政党』共編、法律文化社 1956
- 『独裁の研究』共著、創文社 1957
- 『タイ・ビルマの社会経済構造』共著、アジア経済研究所 1963
- 『現代の世界』(世界歴史 7) 中山治一共編、人文書院 1965
- 『プルードン・バクーニン・クロポトキン』(世界の名著 42) 勝田吉太郎共編、中央公論社 1967、中公バックス 1980
- 『共産主義』共著、至文堂 1967
- 『現代日本の政治：分析と展望』(講座日本の将来 2) 神川信彦共著、潮出版社 1968
- 『日本政治・外交史資料選』共著、有信堂 1969
- 『政治学』勝田吉太郎・渡辺一共著、高文社 1972
- 『共産圏諸国の政治経済の動向』市村真一共著、創文社 1974
- 『現代の世界』(世界の歴史 25) 佐瀬昌盛共著、講談社 1978
- 『日本の安全保障と防衛への緊急提言』高坂正堯共著、講談社 1982

### 訳書
- 『死と不死について』ルードウィヒ・フォイエルバッハ著、鬼怒書房 1948
- 『学問と労働者』フェルディナント・ラッサール著、日本評論社 1949
- 『社会の概念と運動法則』ロレンツ・フォン・シュタイン著、みすず書房 1949
- 『原始マルクス主義：独仏年誌論集』カール・マルクス, フリードリヒ・エンゲルス著、社会思想研究会出版部 1949
- 『学問と労働者・公開答状』フェルディナント・ラッサール著、創元社(創元文庫) 1953
- 『ソ連社会の変遷』バートラム・ウルフ（英語版）ほか著、時事通信社 1958
- 『マルクスと現代』フリッツ・シュテルンベルク（ドイツ語版）著、創文社 1960
- 『レーニン』ルイス・フィッシャー（英語版）著、進藤栄一共訳、筑摩書房 1967
  - 新装版 1988年